# De Fred Haché Show
De Fred Haché Show is een Nederlands absurdistisch televisieprogramma uit 1971 en 1972, geschreven en geregisseerd voor de VPRO door Wim T. Schippers, Ruud van Hemert, Wim van der Linden en Gied Jaspars met als hoofdrolspelers Fred Haché en Barend Servet.

## Voorloper
Het programma betekende de terugkeer naar televisie voor Wim T. Schippers, Wim van der Linden en Gied Jaspars, die deel hadden uitgemaakt van het team dat verantwoordelijk was voor het controversiële programma Hoepla (1967), dat destijds na drie afleveringen werd geannuleerd.

## Inhoud
De Fred Haché Show is een absurdistisch programma met veel bloot (optredens van naakte danseressen van de Helen Le Clerq Dancers), taalkundige humor, flauwekul, satirische sketches en onlogische plotlijnen.
Het programma kent twee hoofdpersonages, Fred Haché (Harry Touw) en zijn assistent Barend Servet (IJf Blokker) met als belangrijk ander personage Sjef van Oekel (Dolf Brouwers). Gastoptredens zijn er van Kees van Kooten, Wim de Bie en Simon Vinkenoog.
De neiging van Schippers op oneerbiedige wijze ernstige zaken te behandelen, werd geïllustreerd in het interview met God door Fred Haché. Deze laatste vroeg God of hij het niet onredelijk vond dat mensen die hun leven zorgeloos leefden "in de hemel konden komen door vlak voor de doodskomma God te bekeren?" ("Komma" was een van de trefwoorden van Haché.) God beloofde het te overwegen. Jan Blokker, destijds directeur van de VPRO-televisie, schrapte dit fragment uit het programma. Het is alleen als audioversie bewaard gebleven.

## Uitzendingen
| Aflevering | Uitzenddatum     |
| ---------- | ---------------- |
| 1          | 30 december 1971 |
| 2          | 27 januari 1972  |
| 3          | 24 februari 1972 |
| 4          | 23 maart 1972    |
| 5          | 18 mei 1972      |

## Vervolg
- De formule van De Fred Haché Show werd ook na 1972 nog voortgezet: in december 1973 was er een speciaal als 'kerstshow' opgezet programma met dezelfde acteurs getiteld "Waar heb dat nou voor nodig?" met onder meer een gastoptreden van Gerrit Dekzeil (Cor Brak), die dankzij dit programma een Top 40-hit had met zijn nummer "Ik ben Gerrit".
- Barend Servet en Sjef van Oekel zouden terugkeren in de vergelijkbare tv-programma's Barend is weer bezig en Van Oekel's Discohoek.